# عاصمة الثقافة العربية (الجزائر)

شعار الجزائر عاصمة الثقافة العربية 2007.

الجزائر عاصمة الثقافة العربية هو الاسم الذي يطلق على برنامج عاصمة الثقافة العربية في 2007.

## وصلات خارجية
الموقع الرسمي